# Trichardis rueppelii
Trichardis rueppelii là một loài ruồi trong họ Asilidae. Trichardis rueppelii được Wiedemann miêu tả năm 1828.